# Alpes Isère Tour
El Alpes Isère Tour es una carrera ciclista por etapas francesa que se disputa en el departamento de Isère (región de Ródano-Alpes), en abril o mayo.
Se creó en 1991 como carrera amateur con el nombre de Tour Nord-Isère y hasta 2005 no fue profesional por ello la mayoría de ganadores han sido franceses. Desde la creación de los Circuitos Continentales UCI en 2005 forma parte del UCI Europe Tour, dentro de la categoría 2.2 (última categoría del profesionalismo). Ya en 2006 cambió de nombre.

## Palmarés
En amarillo: edición amateur.
| Año                    | Ganador             | Segundo             | Tercero           |
| Tour Nord-Isère        |                     |                     |                   |
| ---------------------- | ------------------- | ------------------- | ----------------- |
| 1991                   | Denis Moretti       | Eric Magnin         | Marian Goldyn     |
| 1992                   | Francisque Teyssier | Patrick Vallet      | Jean-Luc Jonrond  |
| 1993                   | David Orcel         | Denis Moretti       | Cyril Sabathier   |
| 1994                   | Frédéric Gabriel    | Arnaud Prétot       | Gilles Pauchard   |
| 1995                   | Dominique Mollard   | Jean-Yves Duzellier | Marc Thévenin     |
| 1996                   | Stéphane Houillon   | Olivier Trastour    | Marc Thévenin     |
| 1997                   | Éric Drubay         | Cédric Célarier     | Pascal Galtier    |
| 1998                   | Marc Thévenin       | Pascal Pofilet      | Benoît Luminet    |
| 1999                   | Éric Drubay         | Nicolas Dumont      | Ludovic Turpin    |
| 2000                   | Marlon Pérez        | Alexandre Grux      | Éric Drubay       |
| 2001                   | David Pagnier       | Stéphane Auroux     | Olivier Martinez  |
| 2002                   | Jeff Peeters        | Noan Lelarge        | Christophe Morel  |
| 2003                   | Christophe Morel    | Steven De Champs    | Jérémy Dérangère  |
| 2004                   | Laurent Mangel      | Mickaël Leveau      | Gilles Canouet    |
| 2005                   | Maint Berkenbosch   | Tomasz Smoleń       | Lars Thomsen      |
| Rhône-Alpes Isère Tour |                     |                     |                   |
| 2006                   | Tomislav Dančulović | Eduardo Gonzalo     | Matija Kvasina    |
| 2007                   | Gabriel Rasch       | Nicolas Vogondy     | Hakan Nilsson     |
| 2008                   | Jérémie Derangère   | Nicolas Vogondy     | Radoslav Rogina   |
| 2009                   | Yann Huguet         | Nicolas Vogondy     | Maxime Bouet      |
| 2010                   | Jérôme Coppel       | Nicolas Baldo       | Sergey Firsanov   |
| 2011                   | Sylvain Georges     | Thibaut Pinot       | Lasse Bøchman     |
| 2012                   | Paul Poux           | Sergey Rudaskov     | Romain Hardy      |
| 2013                   | Nico Sijmens        | Fabien Schmidt      | Rene Mandri       |
| 2014                   | Matija Kvasina      | Julien Guay         | Corrado Lampa     |
| 2015                   | Sam Oomen           | Fabrice Jeandesboz  | Florian Dumourier |
| 2016                   | Lennard Hofstede    | Jérôme Baugnies     | Adrien Costa      |
| 2017                   | Marco Minnaard      | Pascal Eenkhoorn    | Jérôme Mainard    |
| 2018                   | Stephan Rabitsch    | Niklas Larsen       | Jérôme Baugnies   |
| 2019                   | Matthias Krizek     | Claudio Imhof       | Sander Andersen   |
| 2020                   | No se disputó       | No se disputó       | No se disputó     |
| Alpes Isère Tour       |                     |                     |                   |
| 2021                   | Sjoerd Bax          | Anthon Charmig      | Jakub Otruba      |
| 2022                   | Yannis Voisard      | Romain Grégoire     | Sebastian Berwick |
| 2023                   | Lennert Van Eetvelt | Oscar Onley         | Johannes Kulset   |
| 2024                   | Jarno Widar         | José Félix Parra    | Tom Donnenwirth   |
| 2025                   | Aubin Sparfel       | Maxime Decomble     | Matteo Vanhuffel  |

## Palmarés por países
| País         | Victorias |
| ------------ | --------- |
| Francia      | 18        |
| Países Bajos | 5         |
| Bélgica      | 4         |
| Croacia      | 2         |
| Austria      | 2         |
| Colombia     | 1         |
| Noruega      | 1         |
| Suiza        | 1         |